# Donnellsmithia mexicana
Donnellsmithia mexicana là một loài thực vật có hoa trong họ Hoa tán. Loài này được (B.L.Rob.) Mathias & Constance mô tả khoa học đầu tiên năm 1941.